# Голкошкірі
Голкошкі́рі (Echinodermata) — другий за кількістю видів (після хордових) тип вторинноротих тварин, що містить близько 6 300 сучасних видів. Усі вони — вільноживучі морські придонні тварини, що дуже чутливо реагують на опріснення. Майже всі, крім кількох батипелагічних (таких, що мешкають у товщі води на великих глибинах) голотурій, являють собою типові бентосні форми. В батіальній та ультраабісальній зонах на частку голкошкірих може приходитися до 90 % загальної біомаси бентосу. Деякі морські зірки та голотурії зустрічаються лише на глибинах понад 2000 м.

## Походження
Згідно з молекулярними даними, найближчі родичі голкошкірих серед сучасних тварин — напівхордові, що утворюють із ними кладу Ambulacraria. Ця клада є сестринською групою хордових. Час розділення голкошкірих та напівхордових методом молекулярного годинника оцінюють приблизно в 580—550 млн років тому (едіакарський період).
Голкошкірі відомі з раннього кембрію (третій вік, близько 515—520 млн років тому). До цього часу належать представники Helicoplacoidea та Edrioasteroidea з вод Лаврентії і представники Blastozoa з вод Гондвани. Представники 5 сучасних класів відомі починаючи з нижнього — середнього ордовика. Особливо багато тип був представлений у пізньому палеозої. Тоді ж з'явилася і більшість груп, що дійшли до нас у викопному стані, і є більш чи менш далекими родичами сучасних форм. Завдяки хорошому збереженню їх вапнякових скелетів відомо близько 10 000 викопних видів голкошкірих. З близько 20 класів до нашого часу дожило лише п'ять: морські лілії Crinoidea (близько 620 видів), морські зірки Asteroidea (близько 1500 видів), офіури або змієхвостки Ophiuroidea (близько 2000 видів), голотурії або морські огірки Holothuroidea (приблизно 1200 видів) та морські їжаки Echinoidea (близько 950 видів). Раніше виділяли в окремий клас також групу Concentricycloidea (морські маргаритки), відкриту лише у 1986 році та відому по трьом глибоководним видам, об'єднаним в один рід Xyloplax. За сучасними уявленнями, вона входить до складу класу морських зірок.

## Будова

### Зовнішня будова
Голкошкірі мають, як правило, радіальну, здебільшого п'ятипроменеву, симетрію, яка дещо порушується елементами білатеральної симетрії. Радіальна симетрія голкошкірих є вторинним явищем. На це вказує двобічна симетрія личинок голкошкірих та будова ряду органів сучасних видів, а також деякі викопні форми.
У тілі голкошкірих розрізняють оральну та аборальну сторони. Оральна — та, на якій розташований ротовий отвір.
Руки голкошкірих (у морських їжаків — сектори, на яких розташовані амбулакральні ніжки) називаються радіуси. На оральній стороні кожного радіуса знаходяться амбулакральні ніжки, за допомогою яких тварина рухається (вони дозволяють побачити радіуси у морських їжаків, у яких нема рук). Сектори, що розташовані між радіусами, називаються інтеррадіуси. Зовні радіальну симетрію порушує мадрепорова пластинка, розташована на одному з інтеррадіусів.
Унікальність плану будови голкошкірих пов'язана з перестановкою Hox-генів. Голкошкірі — представники групи двосторонньо-симетричних тварин, які змінили симетрію дорослої стадії на променеву. При цьому систему гомеозісних генів, що регулюють становлення відділів тіла, голкошкірі, зрозуміло, успадкували від своїх предків, що мали нормальну двосторонню симетрію. Чи не слід очікувати, що з цими генами у них сталося щось незвичайне? І дійсно, в одній з найбільш важливих груп регуляторних генів — кластері Hox — у голкошкірих виявлений розрив з перестановкою. Наскільки можна судити, ця особливість властива всім голкошкірим, і тільки їм. Очевидно, вона дещо ускладнює становлення двосторонньо-симетричного тіла, а ось становленню радіально-симетричного, можливо, якраз сприяє.

### Ендоскелет
У підшкірному шарі голкошкірих розвивається мінеральний скелет, який складається з вапняних платівок, що є мікропористими монокристалами вапняку. Подібна структура скелетного матеріалу (стереом) притаманна лише голкошкірим. Скелет часто утворює різноманітні зовнішні придатки: голки, шипи і педицеляріі. У багатьох морських їжаків ці придатки розвиваються особливо сильно. Голки виконують захисну функцію. Часто вони бувають рухливими. Деякі морські їжаки направляють голки в бік наближення небезпеки. Педицелляріі — це голки, видозмінені в хапальні щипчики. З їх допомогою тварина чиститься і позбавляється від паразитів. У морських їжаків скелет бере участь у формуванні особливого жувального органу — аристотелевого ліхтаря. У офіур скелет особливо розвинений в променях, де він утворює ряд масивних вапняних члеників — хребців. У голотурій скелет, як правило, редукований до окремих дрібних пластинок чи голок (спікул).

### Покриви
До складу епідерми голкошкірих входять механорецепторні клітини, що забезпечують відчуття дотику, пігментні клітини, що обумовлюють забарвлення, і залозисті клітини, що виділяють липкий секрет або навіть токсини.
Однією з найоригінальніших рис будови Голкошкірих є складна диференціація целому на ряд систем: амбулакральну і перигемальну системи.
Амбулакральна система унікальна серед всього царства тварин. Це мережа каналів, заповнена рідиною, за складом близькою до морської води і сполучена з навколишнім середовищем через кам'янистий канал і мадрепорову платівку. Від радіальних амбулакральних каналів відходить безліч амбулакральних ніжок, в основі яких знаходяться ампули — м'язові бульбашки, при скороченні яких ніжка подовжується. На кінці ніжки знаходиться присосок. Амбулакральна система бере участь в диханні, пересуванні та добуванні їжі. Так, за допомогою спільної роботи багатьох амбулакральних ніжок морська зірка може розкрити черепашку двостулкового молюска.
Перигемальна система — це сукупність каналів і порожнин (синусів), що оточують кровоносну систему тварини. Кровоносна система слабко розвинена і являє собою систему порожнин в сполучній тканині (лакун), що не мають ендотеліальної вистилки. У кожному промені знаходяться два радіальних перигемальних канали, в перегородці між якими розташовується радіальна кровоносна судина. Радіальні судини впадають у оральне кровоносне кільце, що лежить в перегородці між двома кільцевими перигемальними каналами. Статевий синус оточує аборальне кровоносне кільце і статевий столон. Два кровоносних кільця пов'язані осьовим органом, оточеним лівим і правим осьовими синусами.
В одному з інтеррадіусів голкошкірих розташований осьовий комплекс органів. До його складу входять органи з різних систем:
- кам'янистий канал, який з'єднує кільцевий амбулакральний канал з мадрепоровою платівкою;
- осьовий орган, усередині якого розташовується мережа кровоносних судин;
- лівий осьовий синус — частина целому, що з'єднує внутрішній кільцевий перигемальний канал з правим осьовим синусом;
- правий осьовий синус, здатний ритмічно скорочуватися і цим сприяти руху крові в судинах, тобто виконує функції серця;
- статевий синус — ділянка целому, що містить статевий тяж, який складається з незрілих статевих клітин.

### Нервова система
Нервова система голкошкірих примітивна, складається з трьох окремих частин, побудованих за радіальним планом: нервове кільце і радіальні нервові тяжі. В оральній стінці тіла лежать дві нервові системи — чутлива і рухова. У аборальній стінці тіла — тільки рухова. Органи чуттів голкошкірих досить різноманітні, але примітивні за будовою. Вони дифузно розподілені по тілу у вигляді різних чутливих клітин (функції дотику, хімічного чуття, зору). Світлочутливі клітини можуть бути зібрані в очах. У морських зірок очі розташовані на кінцях променів, а в морських їжаків — навколо анального отвору.

## Регенерація

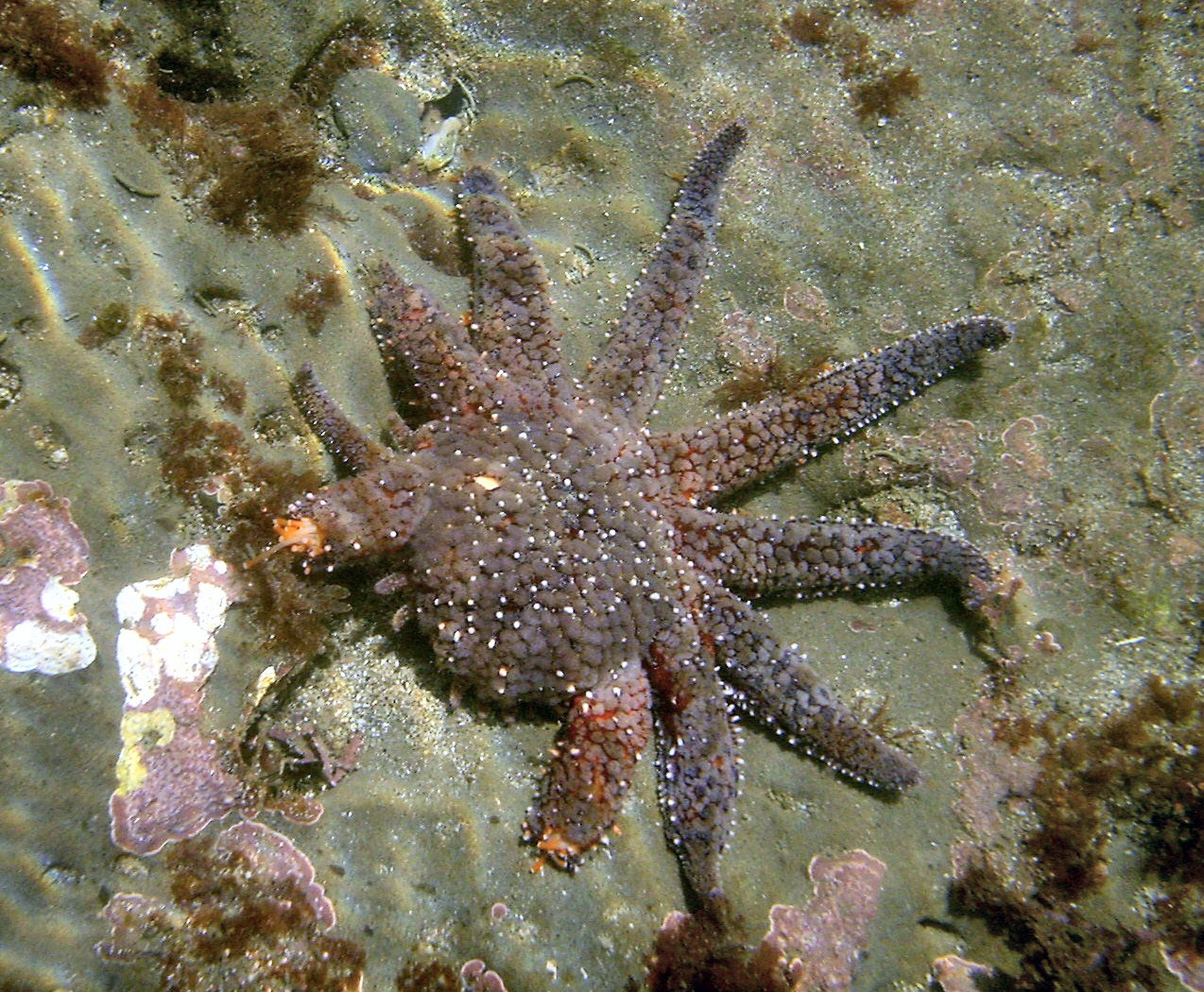
Pycnopodia helianthoides регенерує щупальця після втрати

Велика кількість голкошкірих мають потужну здатність до регенерації. Багато видів регулярно автотомізують/регенерують кінцівки та нутрощі. Морські огірки часто вивільняють назовні частини власних внутрішніх органів, якщо вони відчувають загрозу, а потім відновлюють їх протягом кількох місяців. Морські їжаки постійно замінюють шипи, втрачені через пошкодження, тоді як морські зірки та морські лілії легко втрачають і відновлюють свої кінцівки. У більшості випадків одна відтята кінцівка не може вирости в нову морську зірку за відсутності принаймні частини диска. Однак у деяких видів кінцівка може вижити і розвинутися в самостійний організм, тому кінцівки іноді навмисно відокремлюються з метою безстатевого розмноження. У періоди, коли морські огірки втрачають свій травний тракт, вони живуть за рахунок накопичених поживних речовин і поглинають розчинені органічні речовини безпосередньо з води.

## Різноманіття
Відомо близько 7600 сучасних та описано приблизно 13000 вимерлих видів голкошкірих. Голкошкірі є найбільшою виключно морською групою організмів. Вони заселили різноманітні морські середовища, від світлих мілководних приливних зон (літораль) до безодні постійної темряви (абісаль). Сучасних голкошкірих поділяють на 5 класів: 
- Asteroidea (морські зірки), понад 1900 видів;
- Ophiuroidea (офіури), приблизно 2300 видів;
- Echinoidea (морські їжаки), приблизно 900 видів;
- Holothuroidea (морські огірки, або голотурії) приблизно 1430 видів;
- Crinoidea (морські лілії), приблизно 580 видів.[13][14]

Представники п'яти класів голкошкірих
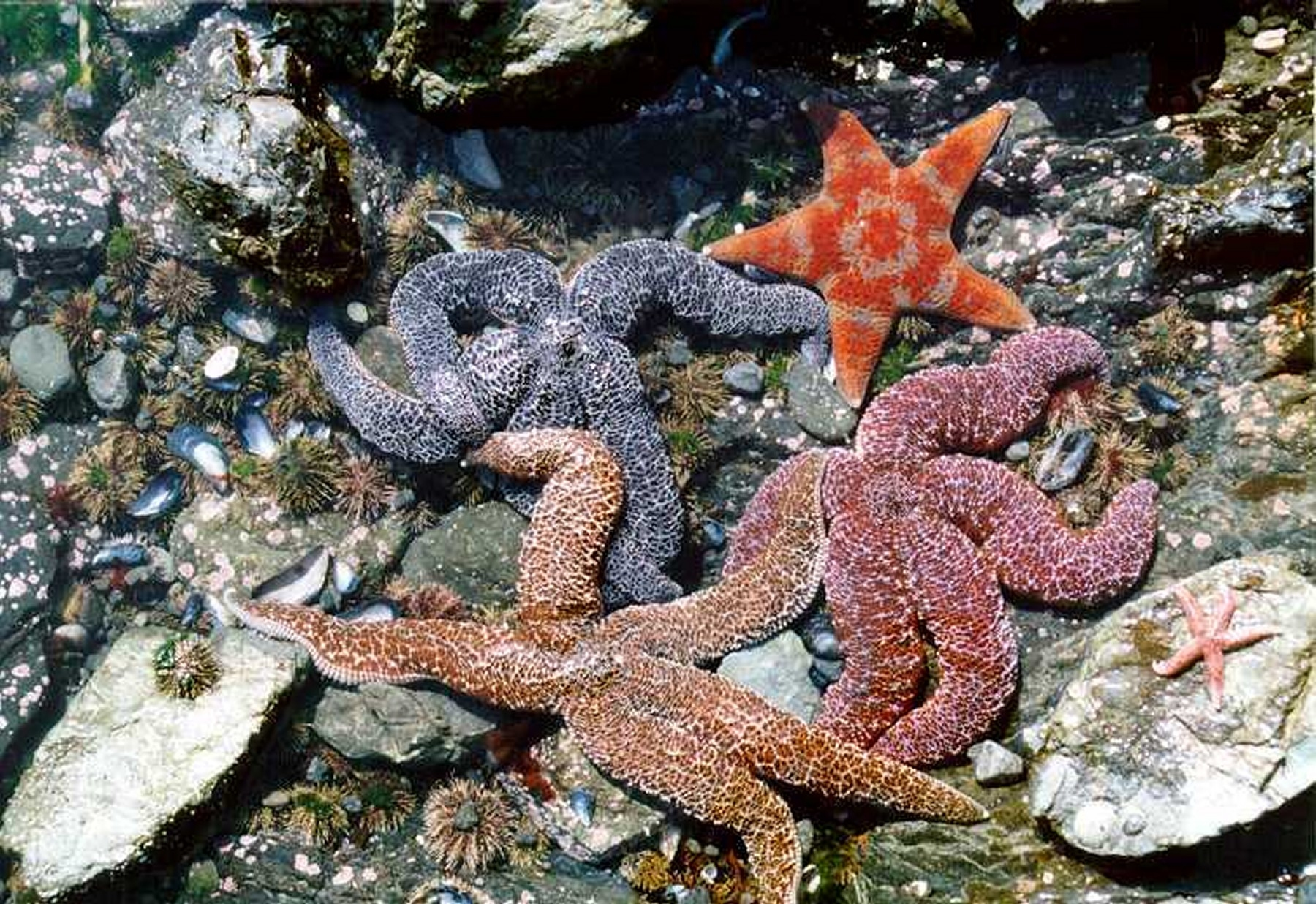
Різнокольорові морські зірки
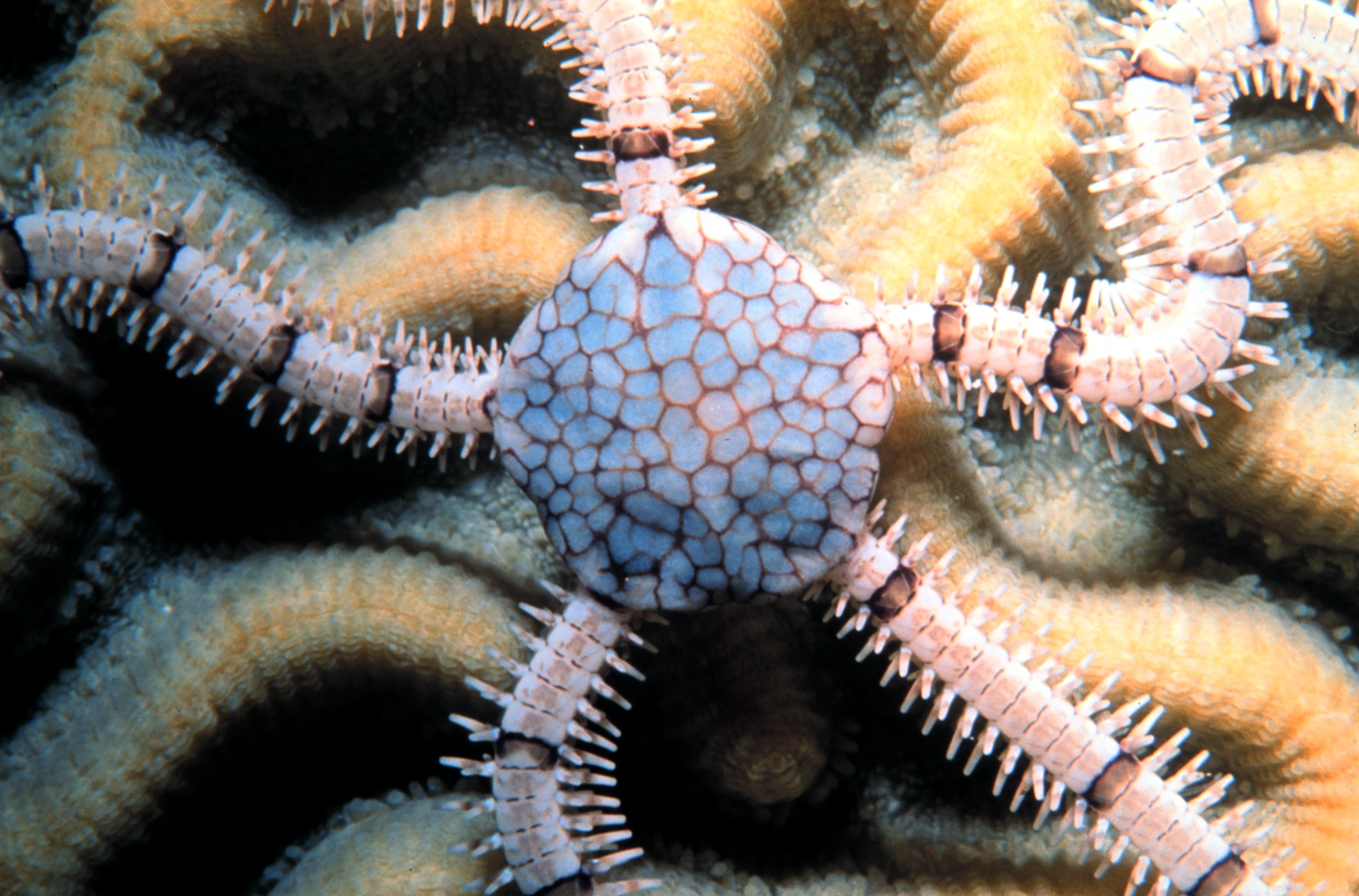
Офіура Ophionereis reticulata
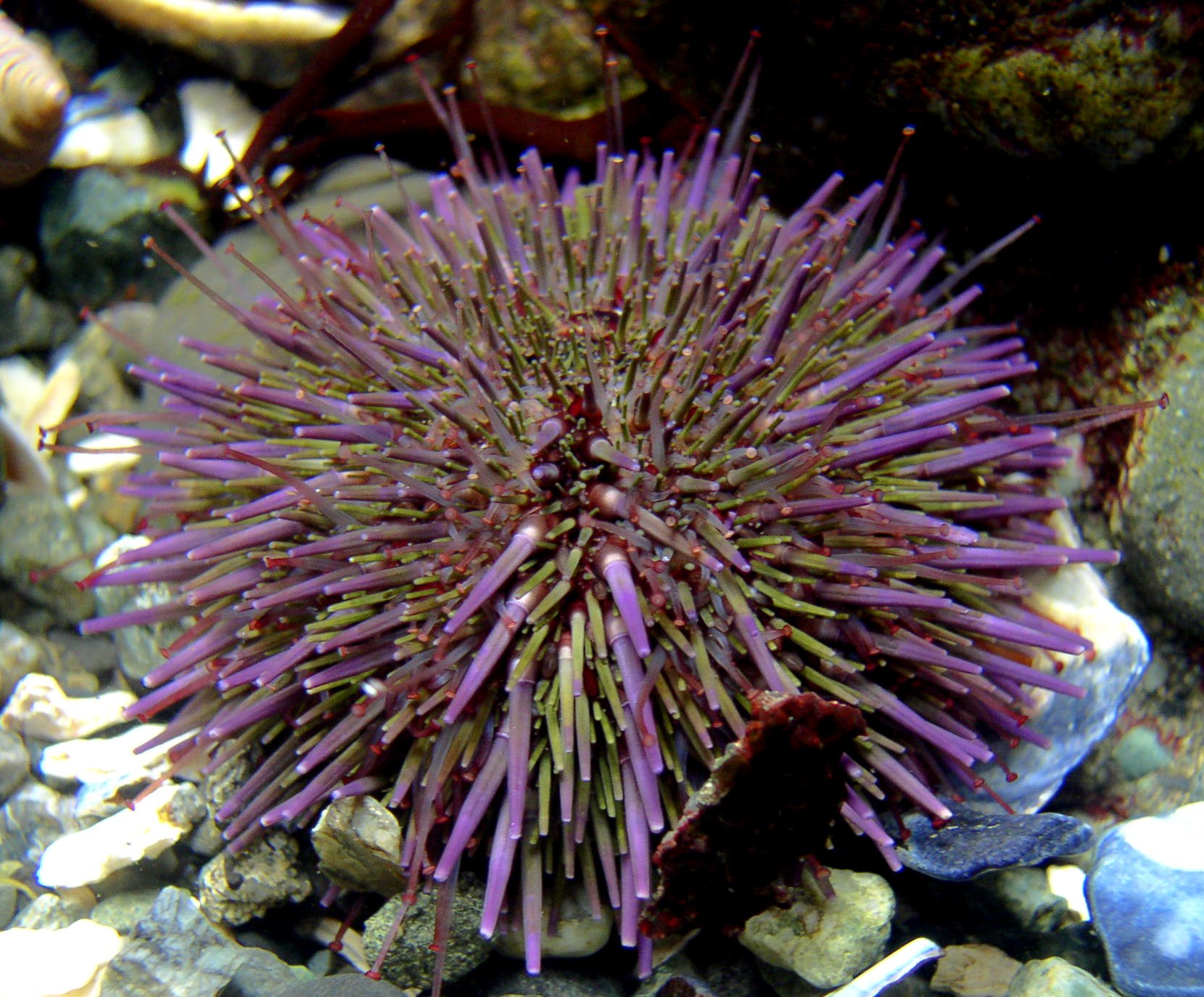
Морський їжак Strongylocentrotus purpuratus
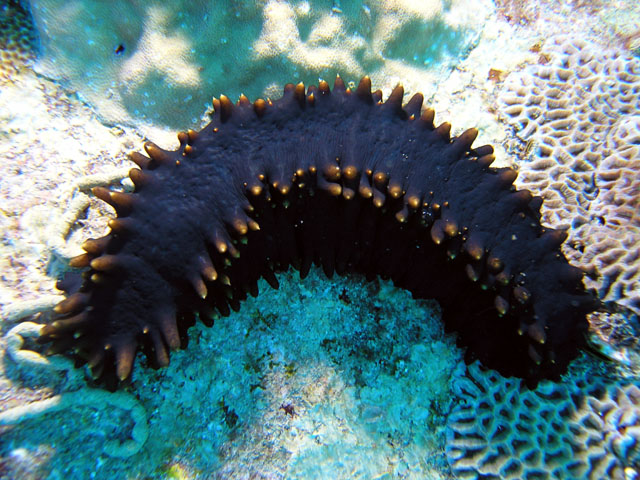
Голотурія Stichopus chloronotus
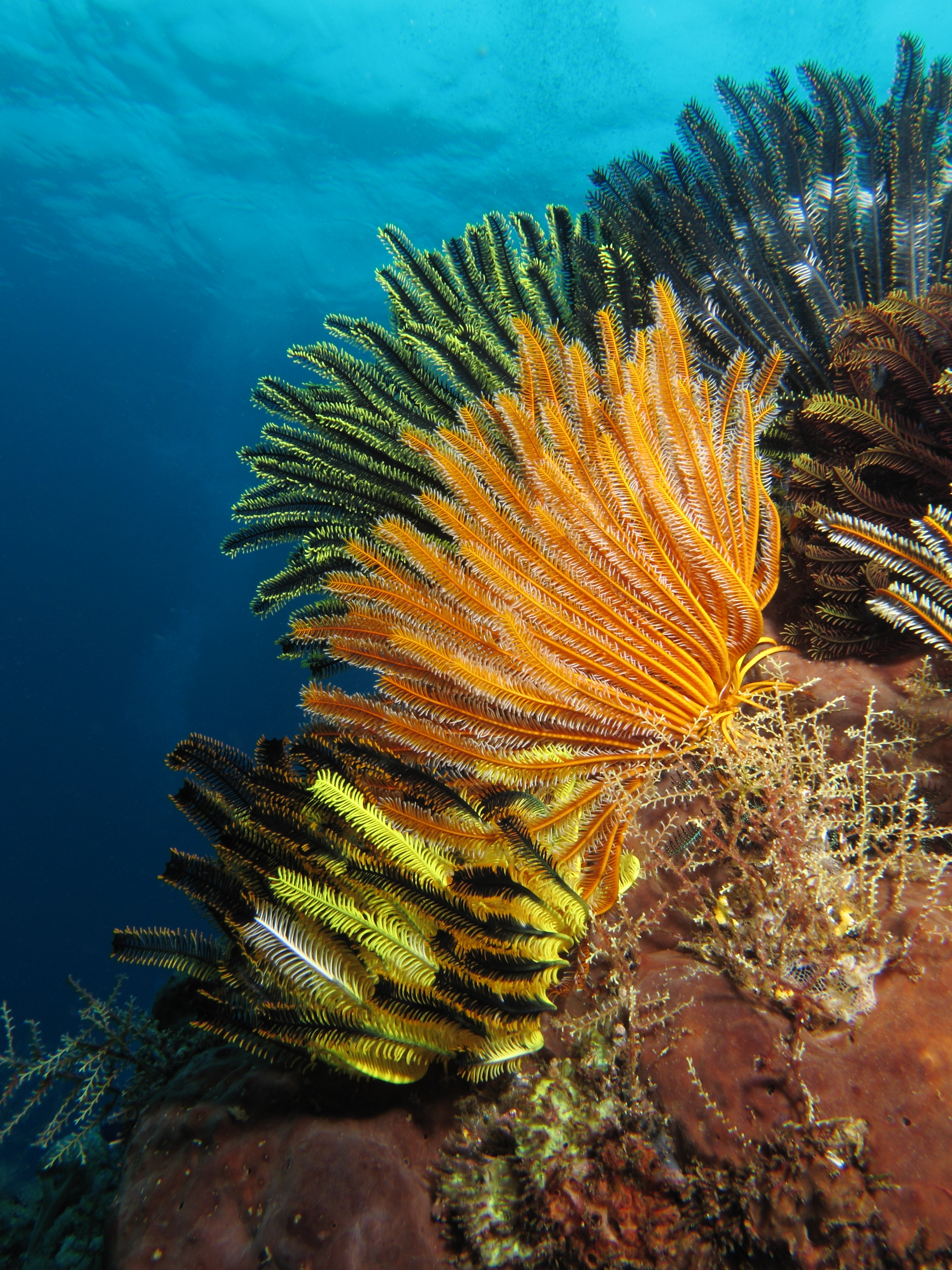
Морські лілії

## Розмноження
Більшість голкошкірих — роздільностатеві тварини. Самки утворюють багато дрібних, бідних жовтком яєць і викидають їх у воду. Таким чином, запліднення у голкошкірих зовнішнє. Розвиток зародка відбувається у воді, у складі меропланктона. Запліднена яйцеклітина (зигота) починає дробитися і через деякий час утворює бластули. Дроблення повне, радіального типу.
Зазвичай голкошкірі вилуплюються з яйця на стадії бластули. Така бластулоподібна личинка являє собою міхур, стінка якого складається з одного епітелізованого шару джгутиконосних клітин (бластомерів), а порожнина (бластоцель) заповнена драглистою рідиною. Бластула здатна пересуватися за допомогою джгутиків. Часто на анімальному полюсі личинки джгутики довші і виконують сенсорну функцію (апікальний орган).
Через деякий час на вегетативному полюсі відбувається виселення (імміграція) деяких клітин в бластоцель. Це клітини первинної мезенхіми, що беруть участь в утворенні личинкового скелета. Після цього відбувається інвагінація вегетативної стінки в бластоцель, в результаті чого формується сліпо замкнута первинна кишка (архентерон). Одночасно з цим з вершини архентерона в бластоцель виселяються клітини вторинної мезенхіми, які здатні до амебоїдного руху і сприяють інвагінації, а згодом — відокремлення целому, утворення рота та дорослих рук. Потім відбувається відокремлення целомічної мезодерми, що входить до складу архентерона, шляхом утворення випинання стінки, яке відшнуровується у формі целомічного мішка, тобто ентероцельним способом. Надалі целом ділиться спочатку на правий і лівий, а потім — на три пари целомів: праві і ліві аксоцелі (передні), гідроцелі (середні) і соматоцелі (задні). Зазвичай ліві целоми випереджають у розвитку праві, що пов'язано з їх провідною роллю в метаморфозі. На цьому завершується процес гаструляціі, в результаті якого відокремлюються три зародкових листка: ектодерма (личинкові покриви), ентодерми (кишка) і мезодерма (первинна і вторинна мезенхіма та целом). Бластопор зміщується на черевну сторону і стає анусом. На передньому кінці, на черевній стороні утворюється інвагінація ектодерми, так звана ротова бухта (стомодеум), яке зливається з кишкою і утворює рот. Кишка розчленовується на три відділи: стравохід, розширений шлунок і тонку кишку. Тіло набуває яйцеподібної форми. Навколо рота утворюється навколоротова западина, на краю якої формується війковий шнур, на решті поверхні тіла війки зникають. За допомогою биття війок клітин війкового шнура личинка пересувається і підганяє їжу до рота. Ця спільна для більшості голкошкірих білатерально-симетрична личинка отримала назву диплеврула.
Надалі личинка набуває пристосувань до планктонного способу життя, різних у різних класів, і перетворюється на плутеус (морські їжаки і офіури), аурикулярію (голотурії) або біпінарію, а пізніше — на брахіолярію (морські зірки). У видів з великою кількістю жовтка з яйця розвивається лецитотрофна (тобто така, що харчуються жовтком) бочкоподібна личинка доліолярія, підперезана поперечними війковими кільцями. Через деякий час вільноплаваюча білатерально-симетрична личинка приступає до метаморфозу, в результаті якого трансформується в радіально-симетричну дорослу тварину. У тілі личинки утворюється зачаток майбутньої дорослої тварини (імагінальний диск). На лівій стороні личинки формується оральна сторона тварини, а на правій — аборальна. До кінця метаморфозу відбувається повна редукція личинкових органів.

## Використання людиною
Використання голкошкірих людством в повсякденному житті має давню історію. 2019 року було видобуто 129 тис. тонни голкошкірих, з яких морських огірків — 59,3 тис. тонн; морських їжаків — 66,3 тис. тонн. Здебільшого голкошкірі використовуються в якості їжі, але також в традиційній китайській медицині.

### Кулінарія

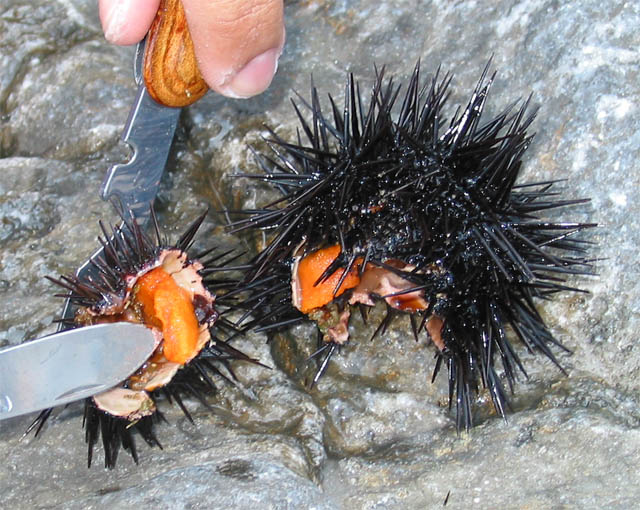
Використання в їжу яєць морського їжака

Морські огірки видів Thelenota ananas і Holothuria edulis, під загальною місцевою назвою трепанг, або bêche de mer, вважаються делікатесом серед китайців та інших народів у деяких країнах Південно-Східної Азії, тому вони знаходяться у загрозливій небезпеці через надмірний вилов.
Зазвичай у китайській кулінарії трепангів використовують у відвареному (варять протягом 20 хвилин), або висушеному вигляді попередньо зварених тушок. Часто їх жарять на відкритому вогні, що надає їм димчастий смак. У Китаї трепангів використовують як основу для желатинових супів і рагу.
У Японії та Франції використовують чоловічі та жіночі статеві залози морських їжаків. Їхній смак описується як м'який, такий що тане на язиці, як суміш морепродуктів і фруктів. Проводяться експерименти з розведення морських їжаків, щоб спробувати компенсувати надмірну експлуатацію морських ресурсів.

### Медицина

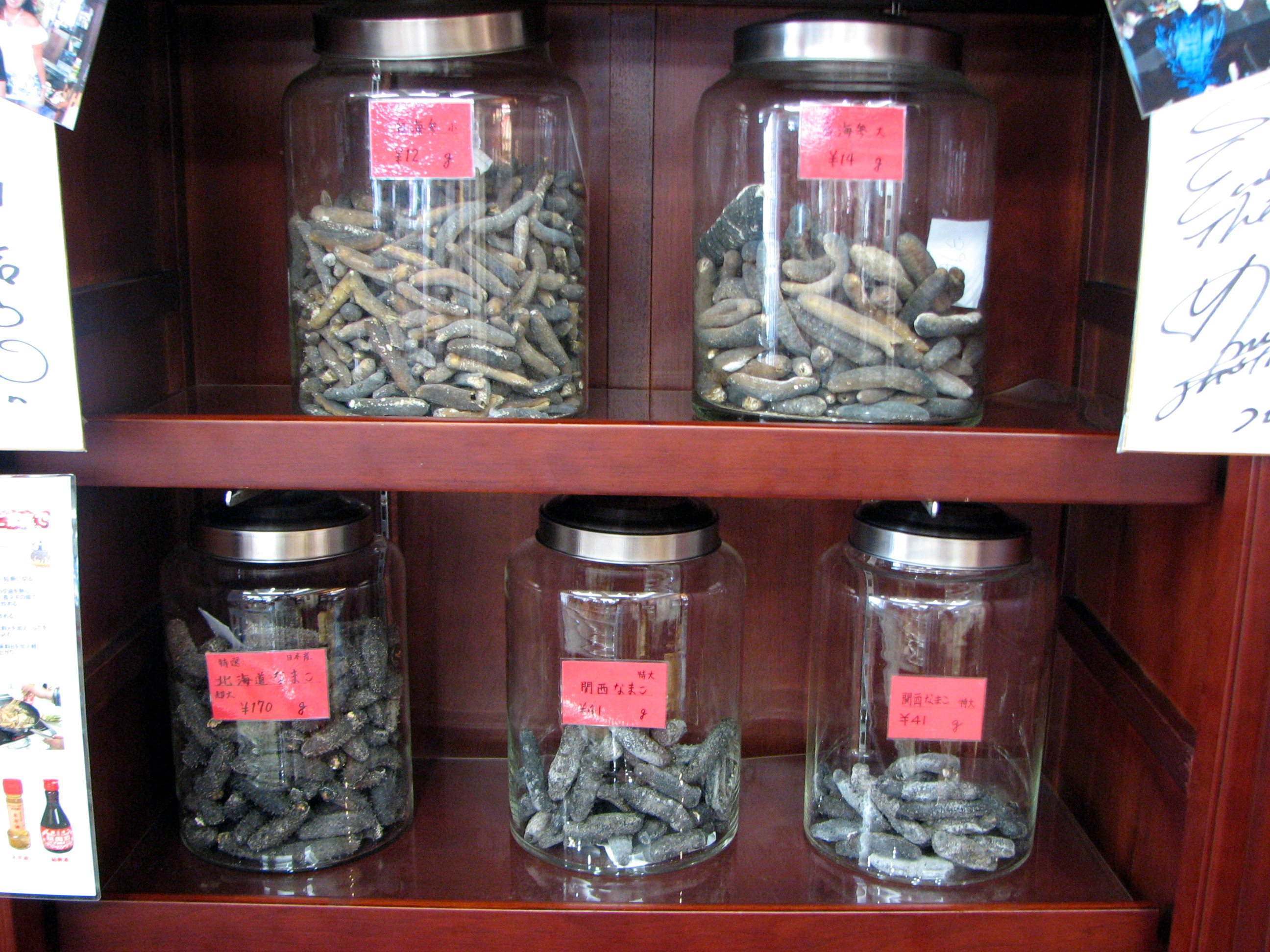
В'ялені голотурії в китайській аптеці

## Виноски
1. ↑  Edgecombe G. D., Giribet G., Dunn C. W. та ін. (2011). Higher-level metazoan relationships: recent progress and remaining questions (PDF). Organisms Diversity & Evolution. 11 (2): 151—172. doi:10.1007/s13127-011-0044-4. Архів оригіналу (PDF) за 1 червня 2019. Процитовано 23 вересня 2019. {{cite journal}}: Явне використання «та ін.» у: |author= (довідка)
2. 1 2  Zamora S., Rahman I. A. (2014). Deciphering the early evolution of echinoderms with Cambrian fossils. Palaeontology. 57 (6): 1105—1119. doi:10.1111/pala.12138. Архів оригіналу за 14 серпня 2019. Процитовано 23 вересня 2019.
3. ↑  Zamora S., Lefebvre B., Álvaro J. J. та ін. (2013). Chapter 13. Cambrian echinoderm diversity and palaeobiogeography (PDF). Geological Society, London, Memoirs. 38: 157—171. doi:10.1144/M38.13. Архів оригіналу (PDF) за 11 квітня 2018. Процитовано 23 вересня 2019. {{cite journal}}: Явне використання «та ін.» у: |author= (довідка)
4. ↑  Ястребов С. Уникальность плана строения иглокожих связана с перестановкой Hox-генов. Архів оригіналу за 27 вересня 2014. Процитовано 21 серпня 2014.
5. ↑  David B., Moi R. (2014). How Hox genes can shed light on the place of echinoderms among the deuterostomes. EvoDevo. 5 (1). doi:10.1186/2041-9139-5-22.{{cite journal}}:  Обслуговування CS1: Сторінки із непозначеним DOI з безкоштовним доступом (посилання).
6. 1 2  Edmondson, 1935
7. 1 2 3  McAlary, 1993
8. 1 2  Hotchkiss, 2000, останній абзац огляду вище Аналізу
9. 1 2  Fisher, 1925
10. ↑  Dobson та ін., 1991
11. ↑  Wray, 1999
12. ↑  U. of Michigan Museum of Zoology
13. ↑  Uthicke, Schaffelke та Byrne, 2009
14. ↑  Arnone, Byrne та Martinez, 2015
15. ↑  FAO, B-76
16. ↑  Pangestuti та Arifin, 2018
17. ↑  Wikisource:1911 Encyclopædia Britannica/Bêche-de-Mer
18. ↑  NYTimes, 2009
19. ↑  Wikisource:1911 Encyclopædia Britannica/Bêche-de-Mer
20. ↑  Lawrence, 2001
21. ↑  Davidson, 2014, с. 730
22. ↑  Sartori та ін., 2015

### Цитовані праці
- Animal Diversity Web - Echinodermata. University of Michigan Museum of Zoology. Процитовано 26 серпня 2012.
- Arnone, Maria Ina; Byrne, Maria; Martinez, Pedro (2015). Echinodermata. Evolutionary Developmental Biology of Invertebrates 6. Vienna: Springer Vienna. с. 1—58. doi:10.1007/978-3-7091-1856-6_1. ISBN 978-3-7091-1855-9.
- Arshinoff, Bradley I; Cary, Gregory A.; Karimi, Kamran; Foley, Saoirse; Agalakov, Sergei; Delgado, Francisco; Lotay, Vaneet S.; Ku, Carolyn J.; Pells, Troy J.; Beatman, Thomas R.; Kim, Eugene; Cameron, R. Andrew; Vize, Peter D.; Telmer, Cheryl A.; Croce, Jenifer C.; Ettensohn, Charles A; Hinman, Veronica F. (7 січня 2022). Echinobase: leveraging an extant model organism database to build a knowledgebase supporting research on the genomics and biology of echinoderms. Nucleic Acids Research. 50 (D1): D970—D979. doi:10.1093/nar/gkab1005. PMC 8728261. PMID 34791383.
- Astley, H. C. (2012). Getting around when you're round: Quantitative analysis of the locomotion of the blunt-spined brittle star, Ophiocoma echinata. Journal of Experimental Biology. 215 (11): 1923—1929. Bibcode:2012JExpB.215.1923A. doi:10.1242/jeb.068460. PMID 22573771.

- Barkhouse, C.; Niles, M.; Davidson, L. A. (2007). A literature review of sea star control methods for bottom and off bottom shellfish cultures (PDF). Canadian Industry Report of Fisheries and Aquatic Sciences. 279 (7): 14—15. Архів оригіналу (PDF) за 22 травня 2013.
- Barnes, Robert D. (1982). Invertebrate Zoology. Holt-Saunders International. ISBN 0-03-056747-5.
- Bather, F. A. (1900). Chapter VIII: General Description of the Echinoderma. У Lankester, E. Ray (ред.). A Treatise on Zoology, Part III: The Echinoderma. Т. 6, № 33. London: Adam & Charles Black. с. 1—37. doi:10.1080/00222930008678384.
- Behrens, Peter; Bäuerlein, Edmund (2007). Handbook of Biomineralization: Biomimetic and bioinspired chemistry'. Wiley-VCH. ISBN 978-3-527-31805-6.
- Birkeland, Charles; Lucas, John S. (1990). Effects of A. planci on Coral-Reef Communities. Acanthaster planci: Major Management Problem of Coral Reefs. Florida: CRC Press. с. 148—159. ISBN 0849365996.
- Brusca, Richard C.; Moore, Wendy; Shuster, Stephen M. (2016). Invertebrates (вид. 3rd). Sunderland, Massachusetts. ISBN 978-1-60535-375-3. OCLC 928750550.
- Byrne, Marie; O'Hara, Tim; CSIRO (2017). Australian echinoderms: biology, ecology and evolution. Clayton South, Victoria. ISBN 978-1-4863-0763-0. OCLC 960042778.

- Uthicke, Sven; Schaffelke, Britta; Byrne, Maria (1 січня 2009). A boom–bust phylum? Ecological and evolutionary consequences of density variations in echinoderms. Ecological Monographs. 79 (1): 3—24. Bibcode:2009EcoM...79....3U. doi:10.1890/07-2136.1.

- Wray, Gregory A. (1999). Echinodermata: Spiny-skinned animals: sea urchins, starfish, and their allies. Tree of Life. Архів оригіналу за 23 травня 2015. Процитовано 19 жовтня 2012.

## Ресурси Інтернету
- О. П. Маркевич. Голкошкірі [Архівовано 29 серпня 2016 у Wayback Machine.] // УРЕ
- Голкошкірі[недоступне посилання] // Геологічний словник: відкритий навчально-науковий вебресурс
- Голкошкірі [Архівовано 16 вересня 2019 у Wayback Machine.] // Національний науково-природничий музей НАН України
- Echinobase: The Echinoderm Knowledgebase
- The Echinoid Directory [Архівовано 23 липня 2013 у WebCite] from the Natural History Museum.
- Echinodermata [Архівовано 1 липня 2012 у Wayback Machine.] from the Tree of Life Web Project.
- Echinoderms of the North Sea [Архівовано 13 квітня 2008 у Wayback Machine.]
- Larval Echinodermata Fact Sheet